# Plectris albovittata
Plectris albovittata är en skalbaggsart som beskrevs av Frey 1967. Plectris albovittata ingår i släktet Plectris och familjen Melolonthidae. Inga underarter finns listade i Catalogue of Life.